# Alchemilla frondosa
Alchemilla frondosa é uma espécie de rosácea do gênero Alchemilla, pertencente à família Rosaceae.